# Form-Z
form-Z（フォーム・ズィー）とは、auto-des-sysによって開発された、建築や設計シミュレーション重視の3DCGソフトウェアである。
建築や設計シミュレーション重視の3DCGソフトウェアはほかにも多数あるものの、form-Zはその中でも高性能である。他の2DCAD、3DCADとの適合性もよい。また、建築や設計以外の分野でも広く使用されている。